# Kanadische Unterhauswahl 1874
- Lib: 129
- Unabh.: 12
- Lib-Kon: 26
- Kons: 39

Die 3. kanadische Unterhauswahl (englisch 3rd Canadian General Election, französisch 3e élection fédérale canadienne) fand am 22. Januar 1874 statt. Gewählt wurden 206 Abgeordnete des kanadischen Unterhauses (engl. House of Commons, frz. Chambre des Communes). Die Liberalen lösten dabei die bisherige konservative Minderheitsregierung ab und übernahmen erstmals selbst die Regierungsverantwortung.

## Die Wahl
Die konservative Regierung von John Macdonald wurde am 5. November 1873 nach dem Auffliegen des Pacific-Skandals durch ein Misstrauensvotum gestürzt. Sie war der Korruption im Zusammenhang mit den Bauarbeiten an der transkontinentalen Eisenbahnstrecke der Canadian Pacific Railway bezichtigt worden. Zwei Tage später bildeten die von Alexander Mackenzie angeführten Liberalen eine Übergangsregierung. Mackenzie rief umgehend eine Neuwahl aus. Den Konservativen gelang es nicht, sich vom Skandal zu distanzieren und erlitten eine empfindliche Niederlage.
Erstmals waren die Bewohner von Prince Edward Island wahlberechtigt. Zum ersten Mal kam das Prinzip der geheimen Wahl zur Anwendung.
Die Wahlbeteiligung betrug 69,6 %.

## Ergebnisse

### Gesamtergebnis
| Partei | Partei                        | Vorsitzender        | Kandi- daten | Sitze 1872 | Sitze 1874 | +/−  | Stimmen  | Wähler- anteil | +/−      |
| ------ | ----------------------------- | ------------------- | ------------ | ---------- | ---------- | ---- | -------- | -------------- | -------- |
|        | Liberale Partei               | Alexander Mackenzie | 140          | 095        | 129        | + 34 | 128.455  | 39,49 %        | + 4,77 % |
|        | Konservative Partei           | John Macdonald      | 065          | 063        | 039        | − 24 | 57.691   | 17,74 %        | − 8,02 % |
|        | Liberal-konservative Partei 1 | John Macdonald      | 038          | 036        | 026        | − 10 | 40.234   | 12,37 %        | − 0,53 % |
|        | Unabhängige                   |                     | 007          | 001        | 004        | + 03 | 10.453   | 3,21 %         | + 1,58 % |
|        | Unabhängige Liberale          |                     | 005          | 002        | 005        | + 03 | 6.541    | 2,01 %         | + 0,37 % |
|        | Unabhängige Konservative      |                     | 003          | 002        | 003        | + 01 | 2.360    | 0,73 %         | + 0,03 % |
|        | nicht bekannt                 |                     | 104          |            |            |      | 78.008   | 23,98 %        | + 1,78 % |
|        | Conservative Labour           |                     | 001          | 001        |            | − 01 | 1.515    | 0,47 %         | + 0,02 % |
| Gesamt | Gesamt                        | Gesamt              | 355          | 200        | 206        | + 06 | 0325.247 | 100,0 %        |          |

Übersicht der Provinzen

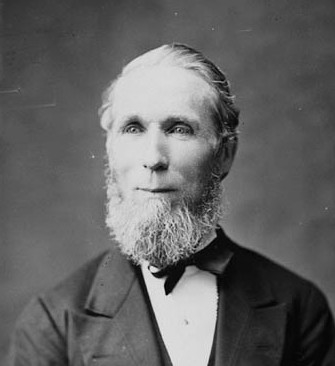
Alexander Mackenzie

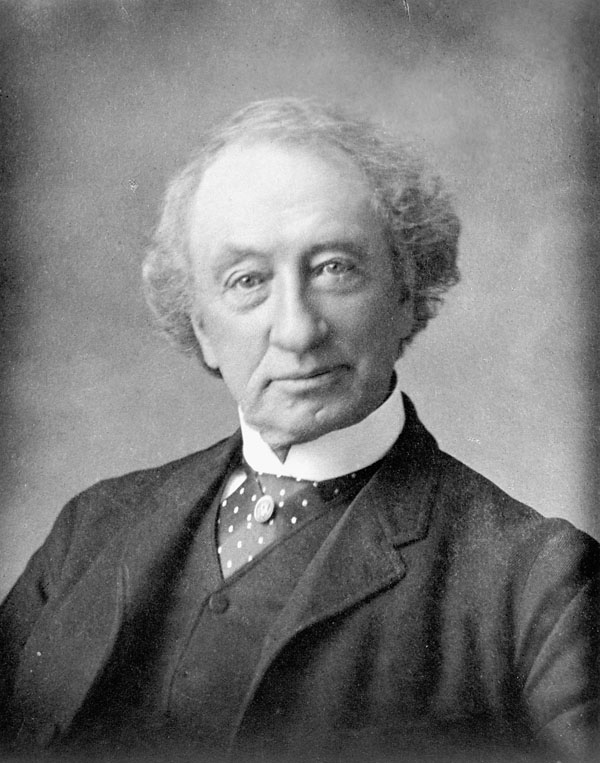
John Macdonald

1 Die Liberal-Konservativen bildeten zusammen mit den Konservativen eine Fraktion im Unterhaus

### Akklamationen
55 Abgeordnete wurden mangels Gegenkandidaten per Akklamation gewählt:
- Ontario: 1 Liberal-Konservative, 13 Liberale
- Québec: 10 Konservative, 4 Liberal-Konservative, 15 Liberale
- New Brunswick: 1 Konservativer, 3 Liberale, 1 unabhängiger Liberaler
- Nova Scotia: 5 Liberale
- Prince Edward Island: 2 Liberale

### Ergebnis nach Provinzen
| Partei       | Partei                      | Partei       | BC   | MB   | ON   | QC   | NB   | NS   | PE   | Gesamt |
| ------------ | --------------------------- | ------------ | ---- | ---- | ---- | ---- | ---- | ---- | ---- | ------ |
|              | Liberale Partei             | Sitze        | 3    | 1    | 61   | 34   | 10   | 15   | 5    | 129    |
|              | Liberale Partei             | Anteil in %  | 34,1 | 47,0 | 39,6 | 34,8 | 47,1 | 38,1 | 56,8 | 39,5   |
|              | Konservative Partei         | Sitze        | 1    | 1    | 15   | 17   | 2    | 2    | 1    | 39     |
|              | Konservative Partei         | Anteil in %  | 4,5  | 13,8 | 19,5 | 17,6 | 6,8  | 17,8 | 17,5 | 17,7   |
|              | Liberal-konservative Partei | Sitze        | 1    |      | 10   | 12   | 1    | 2    |      | 26     |
|              | Liberal-konservative Partei | Anteil in %  | 16,9 |      | 10,4 | 14,9 | 8,6  | 19,2 | 15,4 | 12,4   |
|              | Unabhängige                 | Sitze        |      | 1    |      |      | 2    | 1    |      | 4      |
|              | Unabhängige                 | Anteil in %  |      | 9,5  | 0,8  | 2,3  | 17,6 | 7,7  |      | 3,2    |
|              | Unabhängige Liberale        | Sitze        | 1    |      | 2    |      | 1    | 1    |      | 5      |
|              | Unabhängige Liberale        | Anteil in %  | 15,4 |      | 1,7  |      |      | 8,2  |      | 2,0    |
|              | Unabhängige Konservative    | Sitze        |      | 1    |      | 2    |      |      |      | 3      |
|              | Unabhängige Konservative    | Anteil in %  |      | 15,9 |      | 2,9  |      |      |      | 0,7    |
|              | Conservative Labour         | Anteil       |      |      | 0,9  |      |      |      |      | 0,5    |
|              | nicht bekannt               | Anteil in %  | 29,2 | 13,8 | 27,2 | 27,5 | 19,9 | 9,0  | 10,3 | 24,0   |
| Sitze gesamt | Sitze gesamt                | Sitze gesamt | 6    | 4    | 88   | 65   | 16   | 21   | 6    | 206    |